# NGC 6279
NGC 6279 (również PGC 59370 lub UGC 10645) – galaktyka soczewkowata (SB0), znajdująca się w gwiazdozbiorze Herkulesa. Odkrył ją Lewis A. Swift 23 października 1886 roku.